# Apu (isbrytare, 1968)
Apu är en finländsk isbrytare som tjänstgjort sedan 1970. Fartyget har två finländska systerfartyg (Tarmo och Varma), samt två svenska (Tor och Njord). Isbrytaren såldes till Ryssland 2006 för tjänst i trakten av Dudinka (ryska: Дудинка) i norra Ryssland och bytte namn enligt denna ort.

## Externa länkar

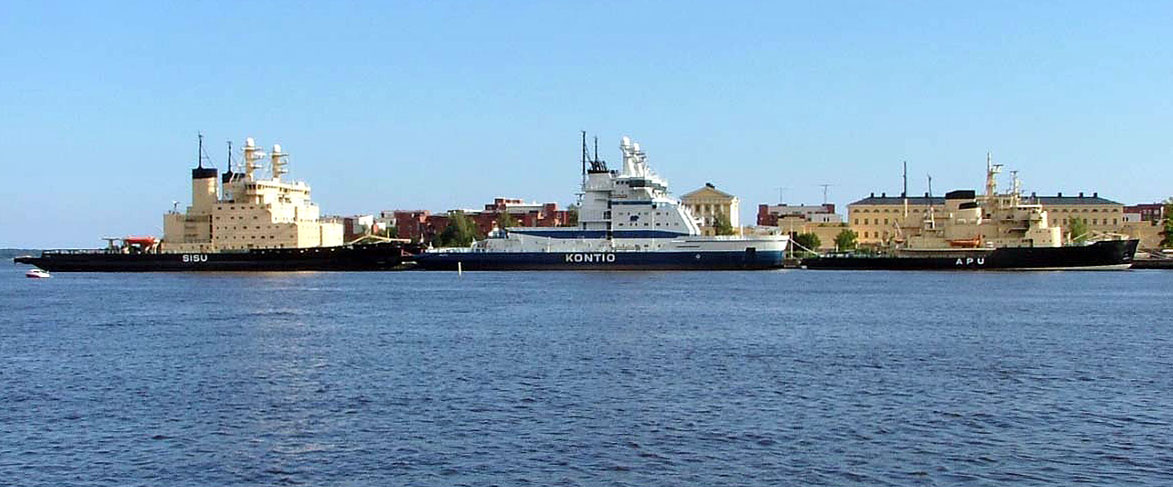
Finländska isbrytare vid Skatudden i Helsingfors. Fr. v. Sisu, Kontio och Apu.